# Tlalmaitl
In de Azteekse samenleving waren tlalmaitin (enkelvoud: tlalmaitl letterlijk "de hand van de aarde") landlozen als gevolg van oorlog of ze waren vluchtelingen. Ze kregen een stuk grond toegewezen dat hen niet afgenomen kon worden. De bewerker was wel verplicht tot het leveren van hout en water aan zijn schenker en moest hem een deel van de oogst afstaan. Hij was geen burger, maar wel een vrij man.